# Guillaume Grand
Guillaume Grand, né le 28 octobre 1983 à Bergerac (Dordogne), est un chanteur et compositeur français, principalement connu pour son tube Toi et moi, 15ème du Top Singles en février 2011.

## Biographie
Guillaume Grand s'est fait connaître, en 2010, par sa chanson intitulée Toi et Moi, extrait de son premier album L'amour est laid, sorti le 13 septembre. 
Le 7 avril 2014, il publie son deuxième album Il paraît, dont est extrait Je sais.... 
Le 11 mars 2022 sort son troisième album chez Universal Muisc(Polydor) [Des]espoirs, porté par le single Viens ma belle.
Il signe un contrat pour la production scénique avec André Valloir pour Lemergence Productions, qui confie à Sylvie SAVIO (Haracom) la Direction du Marketing. Nicolas Jobet (Roberto Alagna, Nathalie Dessaye) intègre l'équipe comme Ingénieur du son. [réf. nécessaire]

## Style
Son style très personnel se situe entre folk, pop et chanson française. Sa voix forte et profonde est au service de textes souvent noirs et désabusés mais empreints d'espoirs déchirants.

## Discographie

### Albums
- 2010 : L'Amour est laid
- 2014 : Il paraît
- 2022 : [Des]espoirs

### Singles
- 2010 : Toi et moi
- 2010 : L'amour est laid
- 2011 : Couvre ta peau
- 2014 : Je sais
- 2016 : Mes yeux ne font pas semblant
- 2016 : Au vent
- 2020 : J'aime trop les gens[6]
- 2021 : Je veux entendre le vent
- 2022 : Viens ma belle
- 2022 : Comme un goût